# Neacomys dubosti
Neacomys dubosti är en gnagare i släktet borstrisråttor som förekommer i nordöstra Sydamerika. Populationen infogades före 2001 i andra arter av samma släkte. Artepitet i det vetenskapliga namnet hedrar den franska zoologen Gerard Dubost som var aktiv i Frankrikes Naturhistoriska Museum och i Paris zoo.
Kroppslängden (huvud och bål) är 64 till 81 mm och svansen är med 70 till 84 mm kort jämförd med andra släktmedlemmar. Svansen har på toppen och undersidan samma färg. De yttre tårna vid bakfoten är stora. Arten skiljer sig även i avvikande detaljer av kraniet och tänderna från andra borstrisråttor. Den diploida kromosomuppsättningen bildas av 62 kromosomer (2n=62).
Denna gnagare lever i östra Surinam, i Franska Guyana och i angränsande regioner av Brasilien. Exemplaren vistas i låglandet i olika slags skogar. Utbredningsomradet överlappar delvis med Neacomys paracou och Neacomys guianae.
För beståndet är inga hot kända. Hela populationen anses vara stabil. IUCN listar arten som livskraftig (LC).